# ديبي غريني
ديبي غريني (بالإنجليزية: Debbie Greene)‏ هي عداءة سريعة باهاماسية، ولدت في 24 فبراير 1962.

## وصلات خارجية
- ديبي غريني على موقع أوليمبيديا (الإنجليزية)